# Belmont (Brytyjskie Wyspy Dziewicze)
Belmont – miejscowość w Brytyjskich Wyspach Dziewiczych; na wyspie Tortola; 200 mieszkańców (2006). Przemysł spożywczy, ośrodek turystyczny.